# Communauté de communes Sèvre et Loire
Die Communauté de communes Sèvre et Loire ist ein französischer Gemeindeverband mit der Rechtsform einer Communauté de communes im Département Loire-Atlantique in der Region Pays de la Loire. Sie wurde am 17. November 2016 gegründet und umfasst elf Gemeinden. Der Verwaltungssitz befindet sich im Ort Vallet.

## Historische Entwicklung
Der Gemeindeverband entstand mit Wirkung vom 1. Januar 2017 durch die Fusion der Vorgängerorganisationen
- Communauté de communes de Vallet sowie
- Communauté de communes Loire Divatte.

## Mitgliedsgemeinden
| Gemeinde                              | Einwohner 1. Januar 2022 | Fläche km² | Dichte Einw./km² | Code INSEE | Postleitzahl |
| ------------------------------------- | ------------------------ | ---------- | ---------------- | ---------- | ------------ |
| Divatte-sur-Loire                     | 7.158                    | 33,9       | 211              | 44029      | 44450        |
| La Boissière-du-Doré                  | 1.114                    | 9,41       | 118              | 44016      | 44430        |
| La Chapelle-Heulin                    | 3.443                    | 13,47      | 256              | 44032      | 44330        |
| La Regrippière                        | 1.559                    | 18,17      | 86               | 44140      | 44330        |
| La Remaudière                         | 1.288                    | 12,98      | 99               | 44141      | 44430        |
| Le Landreau                           | 3.214                    | 23,98      | 134              | 44079      | 44430        |
| Le Loroux-Bottereau                   | 8.595                    | 45,31      | 190              | 44084      | 44430        |
| Le Pallet                             | 3.374                    | 11,75      | 287              | 44117      | 44330        |
| Mouzillon                             | 2.903                    | 16,5       | 176              | 44108      | 44330        |
| Saint-Julien-de-Concelles             | 7.768                    | 31,74      | 245              | 44169      | 44450        |
| Vallet                                | 9.524                    | 58,96      | 162              | 44212      | 44330        |
| Communauté de communes Sèvre et Loire | 49.940                   | 276,17     | 181              | –          | –            |